# Hunor (keresztnév)
A Hunor a csodaszarvas eredetmondából származó név, a hun (latinul hunnus) népnév -r kicsinyítőképzős származéka.

## Gyakorisága
Az 1990-es években a Hunor igen ritka név volt, a 2000-es években az 50-94. helyen volt a leggyakoribb férfinevek között.

## Névnapok
- április 24.[2]
- szeptember 10.[2]
- szeptember 30.[2]
- december 30.[2]

## Híres Hunorok
- Hunor magyar mitológiai alak
- Kelemen Hunor erdélyi magyar író, költő, újságíró, politikus